# Albert Howard
Albert Howard (8 dicembre 1873 – 20 ottobre 1947) è stato un botanico britannico, considerato il padre dell'agricoltura biologica nel mondo anglosassone.

## Opere
An Agricultural Testament è la pubblicazione di Howard più conosciuta e rimane uno dei primi lavori nella storia del movimento per una agricoltura biologica. Lo scritto si concentra sulla natura e sulla gestione della fertilità del suolo e si incentra in particolare sull compostaggio. Nel momento in cui l'agricoltura cominciava a modificare radicalmente la produzione di cibo grazie all'uso sempre più intensivo di prodotti chimici, Howard raccomanda i processi naturali piuttosto che quelli artificiali per un miglioramento della qualità e della quantità in agricoltura.  Il Testament è stato pubblicato per la prima volta in Inghilterra nel 1940 ed in America nel 1943. 
Prosegue, anni dopo, con Soil and Health, un vero compendio delle sue esperienze sull'agricoltura biologica nel mondo, arrivando a mostrarci la relazione tra la salute del suolo, la salute delle radici naturalmente micorrizate, la salute delle piante, del bestiame e infine la salute dell'umanità. 

## Pubblicazioni
- Albert Howard - An Agricultural Testament Archiviato il 2 luglio 2010 in Internet Archive. - Oxford University Press
- Sir Albert Howard - I diritti della terra. Alle radici dell'agricoltura naturale (An Agricultural Testament) - Slow Food Editore - ISBN 9788884990990

1. ↑  (IT) Albert Howard, Suolo e salute. Le radici della sostenibilità (Titolo originale: The Soil and Health: a study of organic agricolture), a cura di Gianluca Ciampi, traduzione di Eduardo Ciampi, Roma, Ed. Discendo Agitur, 2022  [1947], ISBN 978-88-96540-39-8.